# Team Danmark
Das Team Danmark ist eine staatliche Organisation mit Sitz im Idrættens Hus (Haus des Sports) in Brøndby, die den Hochleistungssport in Dänemark (ohne Färöer und Grönland) fördert. Die Gründung erfolgte 1985 durch einen Gesetzesbeschluss des Folketings. Zu seinen Aufgaben zählen die Planung und Entwicklung des Spitzensports einschließlich der Talentsichtung und -förderung. Dazu werden in Kooperation mit den Kommunen Mittel und Wege bereitgestellt, die das Training in adäquaten Einrichtungen ermöglicht. Die Spitzensportler und die rund 60 Sportfachverbände des dänischen Sportverbandes, Danmarks Idræts-Forbund, werden dabei beraten und finanziell von Team Danmark unterstützt. Mit Medien und Sponsoren wird der Verkauf von Übertragungsrechten vereinbart. Daneben finanziert sich die Organisation über Mittel des Kulturministeriets, die aus Erlösen der dänischen Lottogesellschaft Danske Spil A/S stammen. Zusammen mit Spenden und Zuschüssen des dänischen Sportverbandes betrugen seine Einnahmen so z. B. im Jahr 2008 rund 143 Mio. Dänische Kronen.

## Vorstand
Geleitet wird Team Danmark von einem achtköpfigen Vorstand, von denen jeweils vier Mitglieder vom für den Sport zuständigen dänischen Kulturministerium und vier von Danmarks Idræts-Forbund bestimmt werden. Mit Stand vom 1. Juli 2012 waren im Vorstand unter anderem vertreten: der Oberbürgermeister der Kopenhagener Kommune Frank Jensen als Vorstandsvorsitzender, die ehemalige dänische Handballspielerin Camilla Andersen und der Trainer der dänischen Männer-Handballnationalmannschaft, Ulrik Wilbek.